# Virginia Slims of Florida 1990
Virginia Slims of Florida 1990 — жіночий тенісний турнір, що проходив на відкритих кортах з твердим покриттям Boca Raton Resort & Club у Бока-Ратон (США). Належав до турнірів 2-ї категорії в рамках Туру WTA 1990. Відбувсь удванадцяте і тривав з 5 березня до 11 березня 1990 року. Перша сіяна Габріела Сабатіні здобула титул в одиночному розряді.

## Фінальна частина

### Одиночний розряд
Габріела Сабатіні —  Дженніфер Капріаті 6–4, 7–5
- Для Сабатіні це був 1-й титул в одиночному розряді за сезон і 14-й — за кар'єру.

### Парний розряд
Яна Новотна /  Гелена Сукова —  Еліз Берджін /  Мері Джо Фернандес 6–4, 6–2
- Для Новотної це був 5-й титул в парному розряді за сезон і 19-й — за кар'єру. Для Сукової це був 5-й титул в парному розряді за сезон і 36-й — за кар'єру.